# Нечаевка (Покровский район)
Неча́евка (укр. Нечаївка) — село,
Андреевский сельский совет,
Покровский район,
Днепропетровская область,
Украина.
Код КОАТУУ — 1224281206. Население по переписи 2001 года составляло 126 человек .

## Географическое положение
Село Нечаевка находится на правом берегу реки Гайчур,
выше по течению на расстоянии в 1,5 км расположено село Радостное,
ниже по течению на расстоянии в 2,5 км расположено село Остаповское,
на противоположном берегу — село Заречное (Новониколаевский район).
Рядом проходит автомобильная дорога Т-0401.

## История
- 1932 — дата основания.